# Мешкреак (Алба)
Мешкреак (рум. Meșcreac) насеље је у Румунији у округу Алба у општини Радешти. Општина се налази на надморској висини од 234 m.

## Становништво
Према подацима из 2002. године у насељу је живело 277 становника, од којих су сви румунске националности.